# Матвєєв Юрій Володимирович
Юрій Володимирович Матвє́єв (15 січня 1925, Казань — 24 вересня 1988, Харків) — український радянський художник театру і живописець; член Харківської організації Спілки радянських художників України з 1958 року.

## Біографія
Народився 15 січня 1925 року в місті Казані (нині Татарстан, Росія). Протягом 1941—1943 років навчався у Казанському художньому училищі. Брав участь у німецько-радянській війні, після закінчення якої упродовж 1945—1948 років продовжив навчання у тому ж мистецькому освітньому закладі. У 1948—1954 роках навчався у Харківському художньому інституті у Бориса Косарєва, Дмитра Овчаренка. Був членом КПРС.
У 1954—1958 роках обіймав посаду завідувача декораційного цеху Харківського українського драматичного театру імені Тараса Шевченка; у 1962—1972 роках — головного художника Харківської фабрики художніх виробів. Мешкав у Харкові в будинку на вулиці Отакара Яроша, № 21А, квартира № 27. Помер у Харкові 24 вересня 1988 року.

## Творчість
Працював у галузях театрально-декораційного мистецтва та живопису. Оформив вистави:
Харківський російський драматичний театр імені Олександра Пушкіна
- «Перша симфонія» Олександра Гладкова (1956);

Харківський український драматичний театр імені Тараса Шевченка
- «Пучина» і «Прибуткове місце» Олександра Островського  (1955);
- «Талан» Михайла Старицького (1957);

Харківський театр опери та балету імені Миколи Лисенка
- «В бурю» Тихона Хрєнникова (1961).

Створив ескізи декорацій до вистав
- «Земля» Миколи Вірти (1966);
- «Бронепоїзд 14-69» Всеволода Іванова (1973–1977).

Брав участь у республіканських виставках з 1960 року.